# Sobětuchy (Tuřice)
Sobětuchy jsou malá vesnice, část obce Tuřice v okrese Mladá Boleslav. Nachází se asi jeden kilometr severovýchodně od Tuřice. Vesnicí protéká Jizera a vede jí dálnice D10. Sobětuchy leží v katastrálním území Tuřice o výměře 4,84 km².

## Historie
První písemná zmínka o vesnici pochází z roku 1488.

## Další fotografie

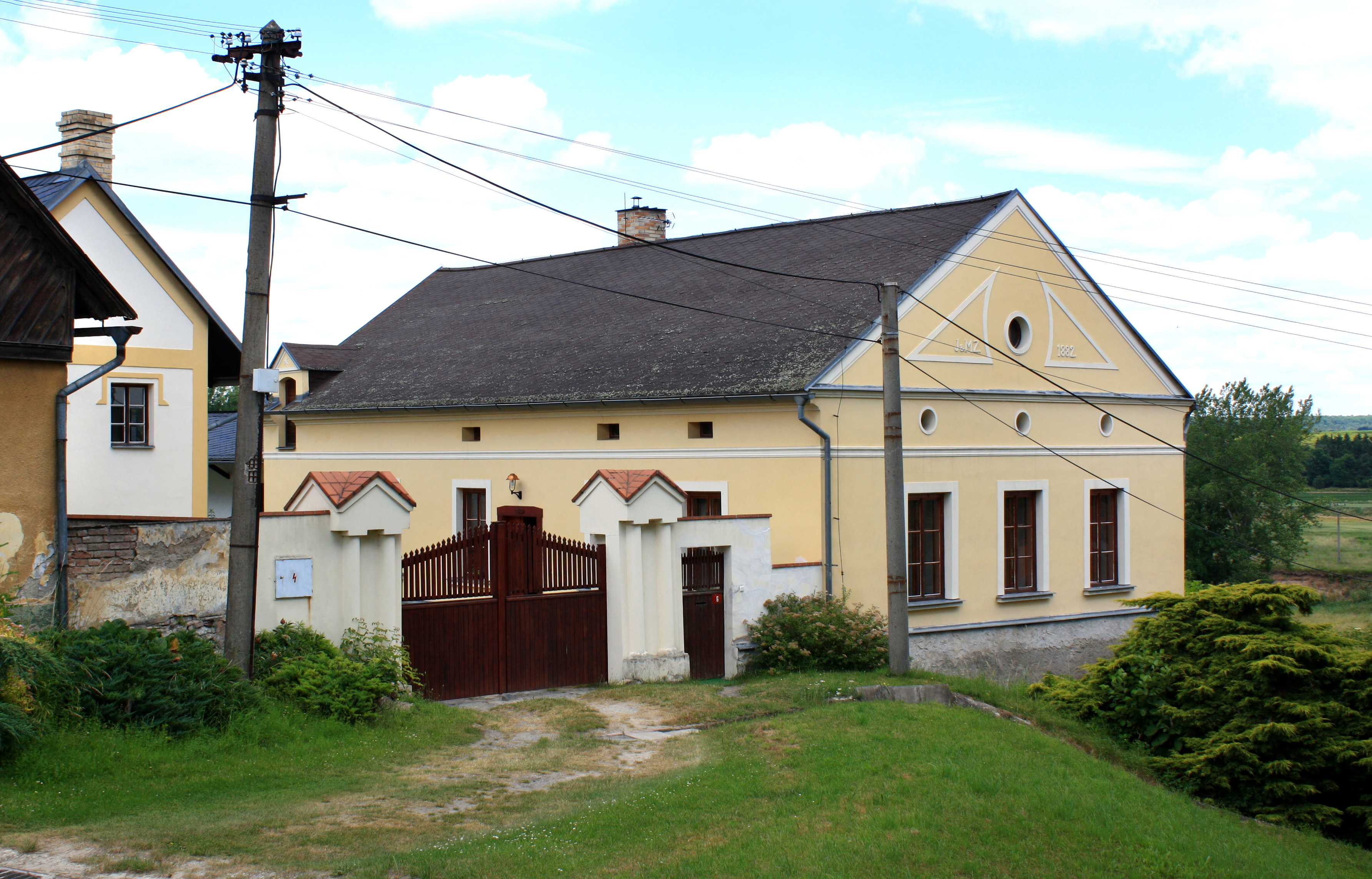
Opravený statek
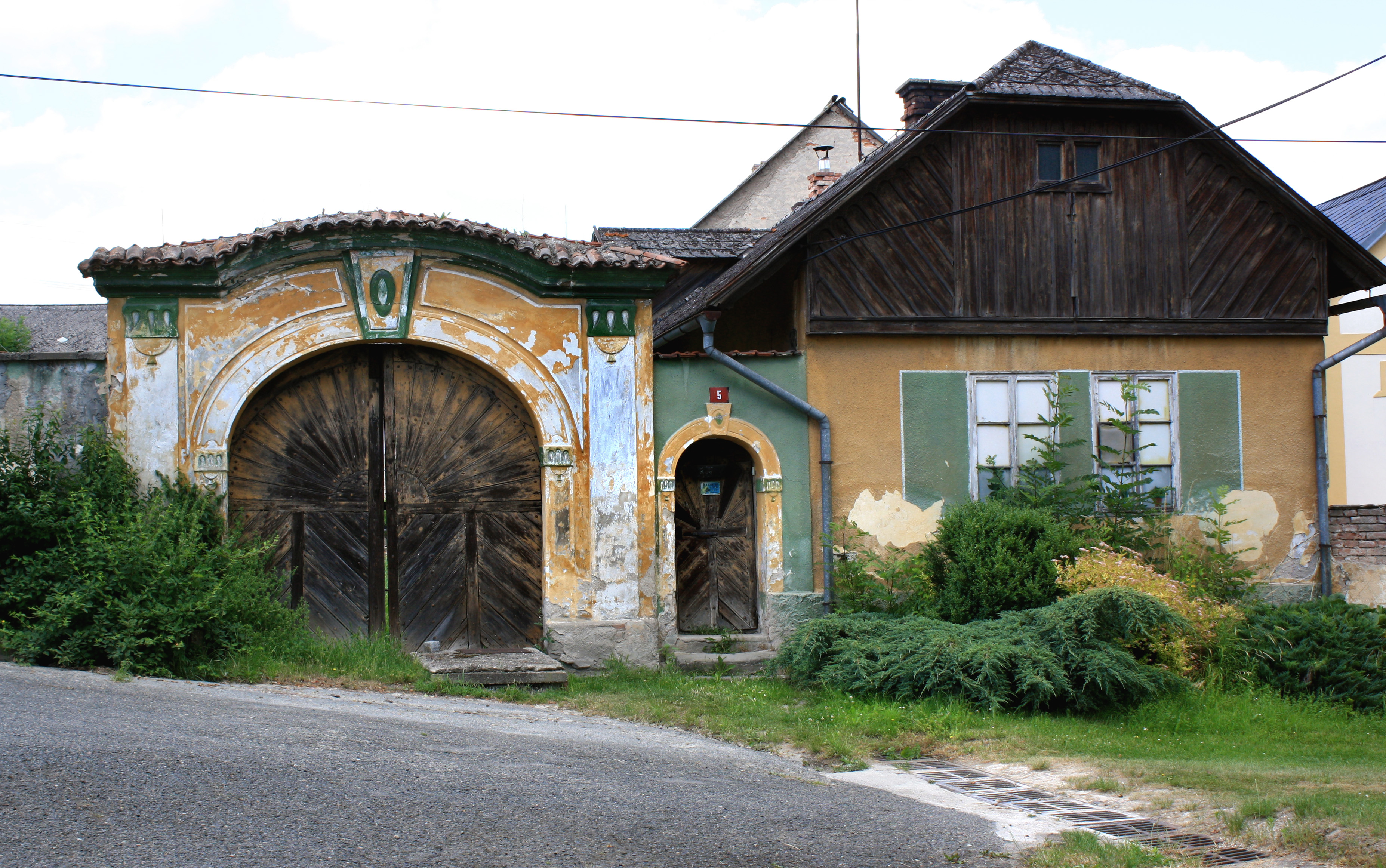
Neopravený statek
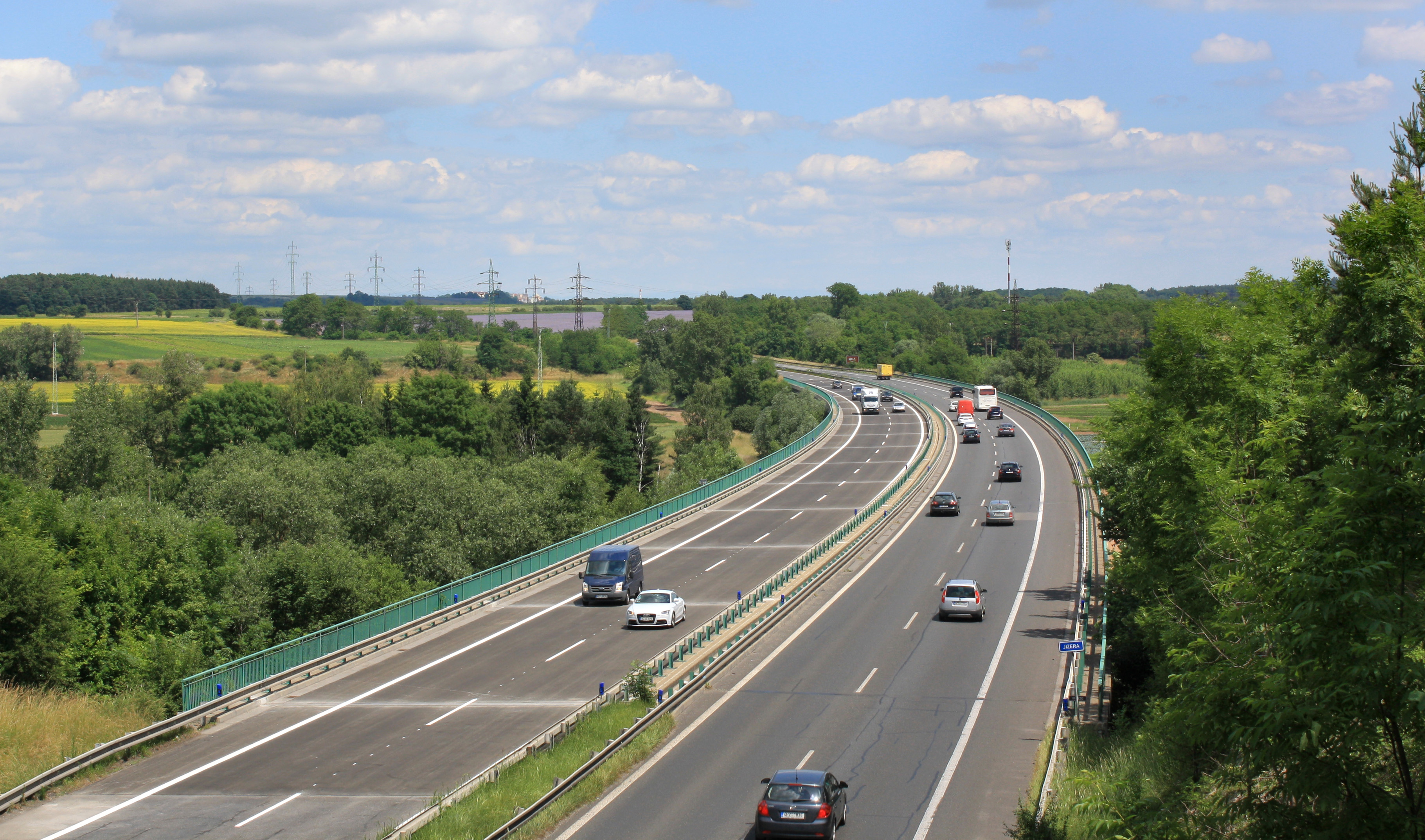
Dálnice D10 na východním okraji vsi